# Head-up display

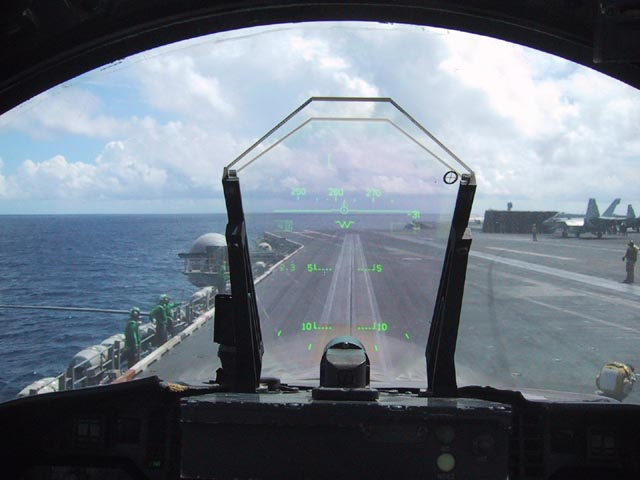
HUD di un F/A-18C in fase di decollo dal ponte di una portaerei

L'head-up display (visore a sovrimpressione) è un tipo di display utilizzato in un aeromobile che permette la visualizzazione dei dati di volo (ad esempio quota, velocità e beccheggio) senza dover costringere lo sguardo a soffermarsi sui vari strumenti nella cabina di pilotaggio.
Questo strumento è stato inizialmente introdotto per l'aviazione militare ma è stata in seguito adottato anche dall'aviazione civile, in uso fin dagli anni settanta, quando furono introdotti dall'Alaska Airlines sui propri jet di linea. Altri utilizzi sono sui veicoli terrestri e marittimi oltre che in varie applicazioni di altri settori, come quello automobilistico.

## Storia

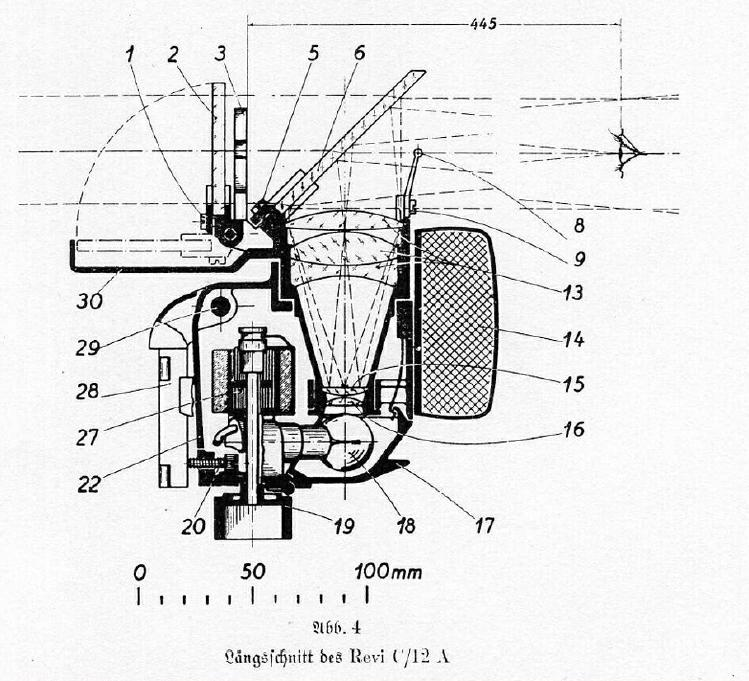
Sezione longitudinale di un semplice mirino a riflettore (Revi C12/A tedesco del 1937).

Gli HUD si sono evoluti dal mirino a riflettore, una tecnologia di mira ottica priva di parallasse per aerei militari da caccia precedente alla seconda guerra mondiale. Nel successivo mirino a giroscopio fu aggiunto un reticolo che si muoveva in base alla velocità dell'aeromobile ed al suo rateo di virata per calcolare la correzione di direzione necessaria per colpire un bersaglio durante le manovre.
Durante i primi anni '40, il Telecommunications Research Establishment (TRE), responsabile dello sviluppo del radar britannico, scoprì che i piloti di caccia notturni della Royal Air Force (RAF) facevano fatica a reagire alle istruzioni verbali dell'operatore radar mentre si avvicinavano ai loro obiettivi. Tentarono di rimediare con l'aggiunta di un secondo display radar per i piloti, ma constatarono che questi avevano difficoltà a passare continuamente lo sguardo dallo schermo illuminato al cielo scuro per trovare l'obiettivo. Nell'ottobre del 1942 combinarono con successo l'immagine proveniente dal ricevitore del radar con una proiezione del loro mirino giroscopico GGS Mk. II su un'area piatta del parabrezza, e più avanti nel mirino stesso. Un aggiornamento chiave fu il passaggio dal radar originale AI Mk. IV al radar a microonde AI Mk. VIII installato sul caccia notturno de Havilland Mosquito. Questo impianto produceva un orizzonte artificiale che facilitò ulteriormente lo sviluppo di HUD imbarcati sugli aerei.
Nel 1955 l'Ufficio per la Ricerca e lo Sviluppo Navale della Marina degli Stati Uniti effettuò alcune ricerche con un prototipo del concetto di HUD insieme a una barra di controllo laterale nel tentativo di alleggerire il carico di attività dei piloti che volavano sui moderni aerei a reazione, rendendo la strumentazione meno complicata durante il volo. Anche se quella ricerca non fu incorporata in nessun aereo di quel tempo, il rozzo HUD che avevano costruito aveva già tutte le caratteristiche delle moderne unità HUD di oggi.
La tecnologia HUD fu successivamente avanzata dalla Royal Navy nel Buccaneer, il cui prototipo volò per la prima volta il 30 aprile 1958. L'aereo era progettato per volare a bassissime quote ad altissime velocità e sganciare bombe in scontri della durata di pochi secondi. Per questi motivi, per il pilota non c'era il tempo di alzare lo sguardo dagli strumenti ad un mirino. Ciò portò al concetto di un “mirino d’attacco” (Strike Sight) che avrebbe combinato l'altitudine, la velocità, il mirino del cannone ed il collimatore per il bombardamento in un unico display simile a un mirino. Ci fu una feroce competizione tra i sostenitori del nuovo progetto HUD e quelli del vecchio mirino elettromeccanico, con l'HUD descritto come un'opzione radicale, persino temeraria.
Il dipartimento Air Arm del Ministero della Difesa britannico sponsorizzò lo sviluppo di uno “Strike Sight”. Il Royal Aircraft Establishment (RAE) progettò l'apparato ed in questo momento può essere rintracciato il primo utilizzo del termine "head-up-display". Le unità di serie furono costruite da Cintel ed il sistema fu integrato per la prima volta nel 1958. L'attività sullo HUD della Cintel fu rilevata da Elliott Flight Automation e l'HUD del Buccaneer è stato fabbricato e ulteriormente sviluppato, continuando fino a una versione Mark III con un totale di 375 sistemi prodotti; gli fu dato il titolo "fit and forget" ("punta e dimenticatene") dalla Royal Navy ed era ancora in servizio circa 25 anni dopo. La BAE Systems, in qualità di successore di Elliotts tramite GEC-Marconi Avionics, rivendica il primo Head Up Display al mondo in servizio operativo. Una versione simile che sostituiva le modalità di bombardamento con le modalità di attacco missilistico faceva parte dell'HUD AIRPASS adottato dall'English Electric Lightning.
Nel Regno Unito, fu presto notato che i piloti che volavano con i nuovi mirini erano sempre più bravi nel pilotare. A questo punto, l'HUD estese il suo scopo oltre il puntamento delle armi, mirando al pilotaggio in generale. Negli anni '60, il collaudatore francese Gilbert Klopfstein creò il primo HUD moderno ed un sistema standardizzato di simboli HUD in modo che i piloti dovessero imparare solo un sistema e potessero più facilmente passare da un aereo all'altro. L'HUD moderno utilizzato negli approcci all’atterraggio in condizioni di volo strumentale fu sviluppato nel 1975. Klopfstein è stato pioniere della tecnologia HUD nei jet da combattimento e negli elicotteri militari, con l'obiettivo di centralizzare i dati di volo critici all'interno del campo visivo del pilota. Questo approccio ha cercato di aumentare l'efficienza di scansione del pilota e ridurre la "saturazione delle attività" ed il sovraccarico di informazioni.
L'uso degli HUD si espanse poi oltre gli aerei militari. Negli anni '70, l'HUD fu introdotto nell'aviazione commerciale e, nel 1988, la Oldsmobile Cutlass Supreme divenne la prima auto di serie con display a testa alta.
Fino a qualche anno fa, questi velivoli erano gli unici aerei passeggeri commerciali disponibili con gli HUD: Embraer 190, Saab 2000, Boeing 727, Boeing 737-300, 400, 500 e Boeing 737 New Generation Aircraft (737-600,700,800 e serie 900). Tuttavia, la tecnologia sta diventando più comune, equipaggiando con display a testa alta aeromobili come il Canadair RJ, Airbus A318 e diversi business jet. Gli HUD sono diventati equipaggiamenti standard sul Boeing 787. Inoltre, le famiglie Airbus A320, A330, A340 e A380 sono attualmente sottoposte al processo di certificazione di un HUD. Gli HUD sono stati installati anche sullo Space Shuttle.

## Caratteristiche
Gli HUD hanno in comune le seguenti caratteristiche:
- Il display è pressoché trasparente, essendo le informazioni proiettate con un contrasto visivo e cromatico a seconda dell'ambiente circostante.
- L'informazione è proiettata con un fuoco all'infinito. Così facendo il pilota non ha bisogno di rimettere a fuoco la propria vista (il che potrebbe richiedere decimi di secondo) ogni qual volta sposti lo sguardo dagli strumenti all'ambiente esterno e viceversa.

Il funzionamento dell'HUD è quindi incentrato nel proiettare l'immagine su di un elemento ottico in vetro trasparente (combiner). Inizialmente la fonte dell'immagine proiettata era uno schermo a tubo catodico (CRT), ma in seguito gli apparecchi successivi si sono basati sulle nuove tecnologie di micro-display, come i display a cristalli liquidi (LCD), i cristalli liquidi al silicio (LCOS), micro-specchi digitali (DMDs), diodi organici fotoemittenti (OLED) ed il laser.
Alcuni HUD sperimentali lavorano invece scrivendo direttamente l'informazione sulla retina dell'utilizzatore usando un laser a bassa intensità.
I display HUD sono stati ideati per i velivoli da caccia e più tardi per i piloti di elicotteri militari nel volo a bassa quota, per i quali il sovraccarico di informazioni era un problema non trascurabile, e per cui rivolgere lo sguardo alla strumentazione durante le fasi più concitate di volo poteva risultare fatale.

## Gli elementi fondamentali
Un tipico HUD contiene tre componenti principali: un proiettore, un combinatore e un computer di generazione video.
- L'unità di proiezione in un tipico HUD è un collimatore ottico: una lente convessa o uno specchio concavo con un tubo a raggi catodici, un display a diodi emettitori di luce o un display a cristalli liquidi collocato nel suo fuoco. Questa configurazione (un progetto noto fin dall'invenzione del mirino a riflessione nel 1900) produce un'immagine in cui la luce è collimata, cioè in cui il punto focale è percepito come all'infinito.
- Il combinatore è in genere un pezzo di vetro piatto inclinato (un divisore di fascio) e semitrasparente, situato direttamente davanti al visore, che reindirizza l'immagine proiettata dal proiettore in modo tale da vedere contemporaneamente il campo visivo e l'immagine dell'infinito proiettato. I combinatori possono avere rivestimenti speciali che riflettono la luce monocromatica proiettata su di esso dall'unità proiettore, consentendo nel contempo a tutte le altre lunghezze d'onda della luce di passare. In alcune configurazioni ottiche particolari i combinatori possono anche avere una superficie curva per rimettere a fuoco l'immagine dal proiettore. Nelle applicazioni automobilistiche il combinatore può essere un piccolo schermo retrattile di plastica o il parabrezza stesso.
- Il computer fornisce l'interfaccia tra l'HUD (vale a dire l'unità di proiezione) e i sistemi/dati da visualizzare e genera l'immagine e la simbologia che devono essere visualizzate dall'unità di proiezione.

## Tipologie
Ad oggi esistono due tipi di HUD:
- Fisso, in cui l'utilizzatore guarda attraverso uno schermo trasparente montato sul pannello degli strumenti dell'aereo o sul cruscotto del veicolo. Gli aerei commerciali e gli altri veicoli terrestri e marittimi hanno installati apparati di questo genere. Il sistema determina l'immagine da presentare conformemente all'orientamento del veicolo. La dimensione ed il peso dello schermo possono essere di gran lunga superiori che per la seconda categoria di HUD.
- Integrato nel casco o nell'elmetto, (detto anche HMD - Head Mounted Display) in cui il display installato sulla visiera o su un mirino ottico si muove assieme alla testa del pilota. Questa tipologia richiede un più sofisticato sistema di monitoraggio degli spostamenti del corpo per stabilire rapidamente le immagini da proiettare a video. L'apparecchiatura sia ad elmetto che a mirino monoculare fonda la propria accuratezza sul corretto ancoraggio alla testa del pilota, per evitare eventuali errori di prospettiva e parallasse.

Molti caccia moderni (come F/A-18, F-16 ed Eurofighter) utilizzano contemporaneamente un HUD ed un HMD. L'F-35 Lightning II è stato progettato senza HUD, basandosi esclusivamente sull'HMD, rendendolo così il primo caccia militare moderno a non avere più alcun HUD fisso.

## Generazioni
Gli HUD si possono suddividere in quattro generazioni, che riflettono la tecnologia utilizzata per generare le immagini:
| 1a | utilizza un CRT per generare un'immagine su uno schermo al fosforo, con lo svantaggio che il rivestimento di questo tipo di schermi si deteriora nel tempo. La maggior parte degli HUD in funzione oggi è di questo tipo                                                      |
| 2a | utilizza una sorgente luminosa allo stato solido, ad esempio LED, che viene modulata da uno schermo LCD per visualizzare un'immagine. Questi sistemi non sbiadiscono né richiedono le alte tensioni dei sistemi di prima generazione, e sono installati su aerei commerciali. |
| 3a | piuttosto che utilizzare un sistema di proiezione, utilizza guide d'onda ottiche per produrre le immagini direttamente nel combinatore |
| 4a | utilizza un laser a scansione a bassa potenza per visualizzare immagini e persino video su un supporto trasparente |

## Utilizzi e applicazioni

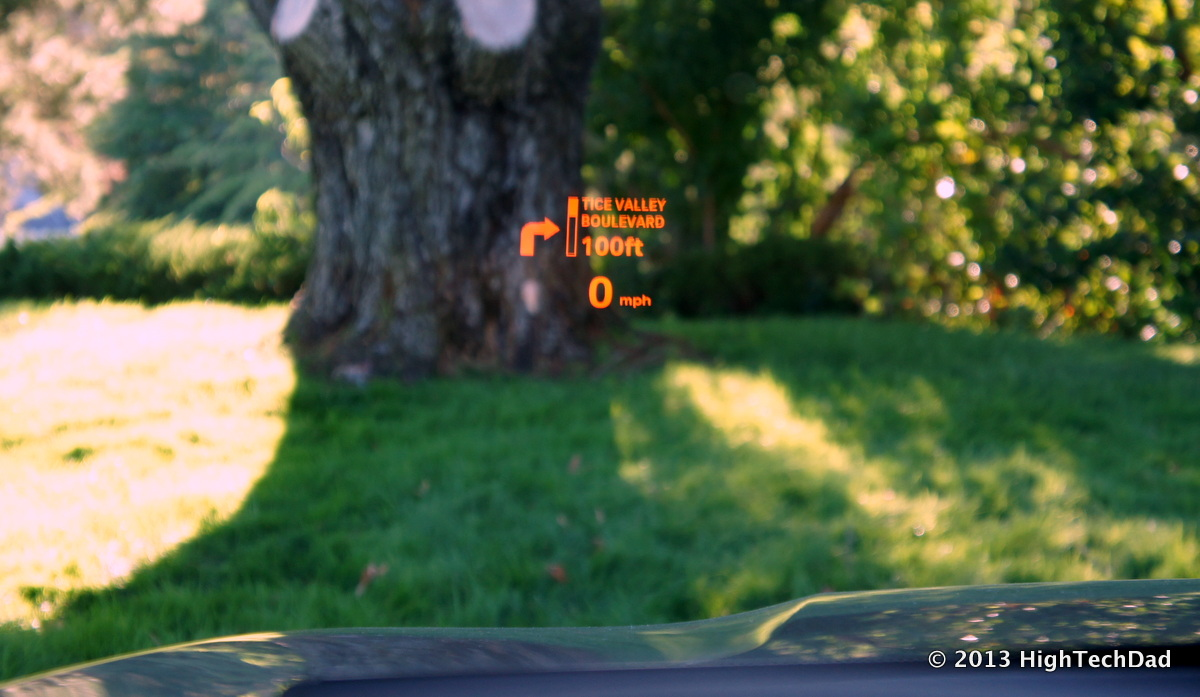
Heads-up Display di una BMW X5 xdrive 35i del 2013

Oltre al settore dell'aeronautica, sono stati proposti e sperimentati per un gran numero di altri usi come:
- disporre informazioni tattiche sul visore del soldato di fanteria (come la posizione relativa dei compagni di pattuglia o il calcolo di un misuratore laser)
- fornire informazioni di base per gli automobilisti, proiettando un'immagine sulla superficie interna del parabrezza o su un piccolo schermo semitrasparente posto sopra il quadro strumenti e retrattile quando non usato. Questo è stato inserito come optional soltanto da poche case costruttrici di veicoli anche a causa dell'attuale illegalità in parecchi Paesi.[11][12]
- fornire ai chirurghi durante l'operazione una visione d'insieme migliorata, mostrando i risultati di lastre a raggi X sovrapponendole all'immagine reale del paziente, e permettendo quindi loro di vedere strutture normalmente invisibili.
- visualizzare nelle applicazioni informatiche, come videogiochi e software grafici, funzioni aggiuntive per facilitarne l'utilizzo intuitivo.
- visualizzare sottotitoli durante la proiezione di un film, negli occhiali Sony STW-C140GI "Entertainment Access Glasses"

Nel 2017 è arrivato sul mercato il primo HUD commerciale da moto, Nuviz. Si tratta di un accessorio da collegare al casco che propone un'esperienza d'uso simile a quella delle auto.
L'evoluzione della tecnologia degli HUD nel settore dell'auto vede la presenza di Hyundai, Jaguar Land-Rover e Stellantis come investitori. I primi hud per auto sono previsti col gruppo General Motors entro fine 2023

## Curiosità
Ubuntu, una distribuzione Linux, a partire dalla versione 12.04 LTS (Precise Pangolin), possiede una funzionalità all'interno del manager del desktop Unity chiamata HUD la cui utilità è simile a quella degli Head-up display.